# Laguna de Asososca
Laguna de Asososca es un área protegida de Nicaragua reconocida como reserva natural ubicada al oeste de la ciudad de Managua, Capital de Nicaragua, a 2.2 km del Lago de Managua o Xolotlán. Sus coordenadas son 12°8'13" latitud Norte y 86°18'55" longitud Oeste. También ha sido declarada "Parque Ecológico Municipal" por el Ministerio del Ambiente y los Recursos Naturales (MARENA) bajo la administración de la Alcaldía de Managua.
Es un laguna cratérica con una superficie de 1.2 km².

## Toponimia
El nombre "Asososca" proviene del náhuatl con al menos tres interpretaciones. Las primeras dos de Carlos Mántica y la tercera por el Dr. Alejandro Dávila Bolaños.
- "atl-xouxouhqui-ca", «lugar de agua azul o de la laguna azul».

De: "atl"-agua, "xouxouhqui"-azul, "ca"-adverbio de lugar. 
- "axoxosco", «agua agria».

- "a-sosoca-azozotl", «lugar de la culebra cascabel».

De: "'sosoca-azozotl"-culebra cascabel, "ca"-adverbio de lugar.

## La serpiente emplumada
"Cuenta la leyenda que sobre las serenas aguas de la laguna de Asososca, emergían cuatro hileras de rocas sobre las cuales descansaba la techumbre de un templo maravilloso.
Súbditos de Nagrandano y Nequecheri, precedidos por los envejecidos padres de las tribus, llegaban en frágiles canoas, a depositar al pie del altar sus ofrendas de oro, plata y piedras preciosas al Dios supremo.
Un viejo guerrero, a quien todos respetaban como una divinidad, cuidaba el templo. Tenía músculos grandes, llevaba al pecho poblado de tatuajes y su arrugada piel marcada con cicatrices. Vencedor de cien combates gloriosos por su tierra y por su dios.
Una tarde, la princesa Izayana, hija del cacique Nequecheri, perfumaba con flores de la campiña, llegó a la orilla de la laguna acompañada por los conquistadores españoles, pretendiendo entrar al templo, creyendo que éstos eran los hijos del sol.
El fiero guardián no comprendió el engaño del que había sido víctima la doncella y tomando esto como traición, contrajo terriblemente las facciones, una intensa cólera brilló en sus ojos y levantando su cuchillo de obsidiana sobre Izayana, le dio muerte; los blancos conquistadores que sólo querían apoderarse del tesoro, dispararon sus mosquetes hiriéndole. 
El guerrero herido, se arrastró dentro del templo como una serpiente y que al sacudir no se sabe que base, el templo se hundió para siempre con sus tesoros, en las profundas aguas de Asososca.
Sólo "La Serpiente Emplumada" siguió protegiendo la misteriosa laguna, como sortilegio encantador."